# Мус Лејк (Минесота)
Мус Лејк (енгл. Moose Lake) град је у америчкој савезној држави Минесота.

## Демографија
По попису из 2010. године број становника је 2.751, што је 512 (22,9%) становника више него 2000. године.
| Група             | 2000.         | 2010.         |
| Белци             | 1.764 (78,8%) | 2.098 (76,3%) |
| Афроамериканци    | 260 (11,6%)   | 395 (14,4%)   |
| Азијати           | 18 (0,8%)     | 26 (0,9%)     |
| Хиспаноамериканци | 79 (3,5%)     | 109 (4,0%)    |
| Укупно            | 2.239         | 2.751         |